# Dermbach
Dermbach település Németországban, azon belül Türingiában. Lakosainak száma 7020 fő (2023. december 31.). Dermbach Gerstengrund és Geisa községekkel határos.

## Népesség
A település népességének változása:
| Lakosok száma | 3080 | 2958 | 7380 | 7153 | 7143 | 7020 |
|               | 2014 | 2017 | 2019 | 2021 | 2022 | 2023 |